# Siegfried Wibbing
Siegfried Wibbing (* 10. Februar 1926 in Bielefeld; † 2004) war ein deutscher Theologe.

## Leben
Nach der Promotion zum Dr. theol. am 25. Februar 1956 in Heidelberg wurde er 1965 Professor in Worms (Rektor PH 1965–1969). Er wurde 1970 ordentlicher Professor an der Erziehungswissenschaftlichen Hochschule Rheinland-Pfalz, Abteilung Worms (Rektor 1969–1972, Präsident 1984–1988).

## Schriften (Auswahl)
- Die Tugend- und Lasterkataloge im Neuen Testament und ihre Traditionsgeschichte unter besonderer Berücksichtigung der Qumran-Texte. Berlin 1959, OCLC 611178170.
- mit Ulrich Becker: Wundergeschichten. Gütersloh 1972, OCLC 74051626.
- Wunder und christliche Existenz heute. Überlegungen für Unterricht und Predigt. Gütersloh 1979, ISBN 3-579-00751-3.
- mit Bernhard Buschbeck: Religionsunterricht im 4. Schuljahr. Stuttgart 1985, ISBN 3-17-008449-6.